# Le cauchemar
Le cauchemar ("L'incubo") è un cortometraggio diretto da Georges Méliès (Star Film 82) della durata di circa 1 minuto in bianco e nero.

## Trama
Un uomo (Méliès stesso) è a letto (come nel precedente Une nuit terrible) e sogna agitatamente. Improvvisamente gli appare una ragazza seduta ai suoi piedi, mentre lo sfondo, dalla sua stanza da letto (la stessa scenografia dipinta dell'Escamotage d'une dame chez Robert-Houdin) è diventato l'interno di un castello. Quando cerca di abbracciarla e baciarla essa si trasforma in un pagliaccio con banjo, che inizia a saltargli sul letto, rompendoglielo. Poi il pagliaccio si trasforma in Pierrot e la stanza diventa una camera con un balcone affacciato su un cielo con una grande luna. Pierrot scavalca il balcone e fugge indicando la luna. Méliès la indica pure, ma essa si trasforma in una faccia gigante che morde la sua mano (il faccione è un marchingegno teatrale che muove la bocca e gli occhi). Terrorizzato, il protagonista colpisce con un pugno il faccione, facendolo tornare la luna, mentre Pierrot, la ragazza e il pagliaccio appaiono dietro il balcone danzando. Entrati in camera lo tormentano, facendolo rotolare sul letto, ma successivamente, come per magia, spariscono e la stanza ridiventa normale. Il protagonista (con la patta dei pantaloni aperta), si guarda intorno stupefatto e poi finalmente si mette a riposare nel letto rotto.

## Produzione
Il film è uno dei primi dove Méliès sperimenta in maniera organica e complessa una serie di sparizioni, cambi di sfondo, trasformazione di oggetti e personaggi, ottenute tramite il trucco prettamente cinematografico dell'arresto della ripresa: l'operatore sospendeva la registrazione, si cambiava qualcosa nella scena (ad esempio lo sfondo) e poi si ricominciava a filmare, dando l'illusione di una trasformazione "magica".